# Castaly (rivière)
La rivière Castaly  (anglais : Castaly River) est une rivière de l’Île du Sud de la Nouvelle-Zélande. Elle est située au nord de la région de Canterbury. C'est un affluent de la rivière Leader donc un sous-affluent de la rivière Waiau.

## Géographie
Elle passe au nord-ouest du centre-ville de Parnassus, puis s’écoule généralement vers l’est sur 8 km avant de rejoindre la rivière Leader, qui est elle-même un affluent de la rivière Waiau.